# 43 Batalion Saperów Marynarki Wojennej
43 Batalion Saperów Marynarki Wojennej (43 bsap) – pododdział wojsk inżynieryjnych Marynarki Wojennej RP.
Rozkazem Naczelnego dowódcy WP nr 080/ORG. z dnia 2 grudnia 1955 z 8 Kołobrzeskiego Batalionu Saperów wydzielono 115 kompanię eksploatacyjno-naprawczą z siedzibą w Wejherowie. 
W późniejszym czasie, na podstawie Zarządzenia szefa Sztabu Generalnego nr 034/Org.  20 maja 1969 rozformowano 115 kompanię, a na jej miejsce powołano 43 kompanię saperów, jako Jednostkę Wojskową o numerze 1832 z miejscem postoju w Helu - Borze.
Pod koniec 1969 do Helu – Boru przybyła grupa organizacyjna, której zadaniem było przygotowanie infrastruktury koszarowej do wprowadzenia jednostki wojskowej. Powstająca kompania dostała dwa lata na przygotowanie jednostki do działań bojowych.
30 czerwca 1981 43 kompania saperów zarządzeniem szefa Sztabu Generalnego WP nr 0131/086 z 30 czerwca 1981  została przemianowana na  43 Batalion Saperów.

## Zadania
Batalion, jako jednostka podległa 3 Flotylli Okrętów, jest przeznaczony do realizacji zadań wsparcia inżynieryjnego na korzyść jednostek Marynarki Wojennej. Przez cały okres swojego istnienia, jednostka intensywnie uczestniczyła nie tylko w realizacji zadań szkoleniowych, ale także pomagała społeczeństwu w usuwaniu klęsk żywiołowych oraz niewybuchów i niewypałów. Prowadzi szeroko zakrojoną akcję propagandową wśród dorosłych, młodzieży i dzieci na temat niebezpieczeństw, jakie niosą pozostałości II wojny światowej i o prawidłowym postępowaniu z nimi.
Dodatkowo w składzie batalionu funkcjonuje pododdział chemiczny przeznaczony do realizacji przedsięwzięć umożliwiających wykonanie zadań zespołów okrętów i jednostek brzegowych w warunkach zagrożenia skażeniami, użycia przez przeciwnika broni masowego rażenia (BMR) oraz skażeń środkami promieniotwórczymi, biologicznymi i chemicznymi, spowodowanymi zdarzeniami typu ROTA (Release Other Than Attack), a także likwidacji skutków użycia BMR i klęsk żywiołowych.
Za działalność jednostki w 2010 roku 43 batalion saperów został uhonorowany przez Ministra Obrony Narodowej tytułem "Przodujący Oddział Wojska Polskiego".

## Działalność jednostki
W latach siedemdziesiątych kontynuowano prace budowlane, dzięki czemu nastąpiła wyraźna poprawa warunków bytowych w koszarach, wybudowano nowe drogi utwardzone, rozbudowano bazę szkoleniową, boiska sportowe oraz wykonano nowe ogrodzenie wokół jednostki. W okresie tym jednostka równocześnie angażowała się w prace na rzecz gospodarki narodowej i sąsiednich jednostek wojskowych poprzez współuczestnictwo w budowie Stanowiska Dowodzenia Marynarki Wojennej. Prowadzono także prace wyburzeniowe budynków i konstrukcji stalowych, wybudowano odcinki dróg utwardzonych w Helu. Jednostka  brała kilkakrotnie udział w akcjach przeciwpowodziowych oraz w usuwaniu skutków powodzi w Kuźnicy i Helu. 
W 1991 r. batalion zajął pierwsze miejsce wśród jednostek brzegowych 9 FOW  oraz drugie wśród jednostek brzegowych Marynarki Wojennej. 
W latach dziewięćdziesiątych jednostka brała udział w pracach wyburzeniowych min. w Wejherowie i w Żarnowcu (niszczenie elementów konstrukcji stalowych i betonowych). 
W 1994 r. wydzielone siły i środki jednostki, dokonały wyburzenia wieżowca w Gdańsku, którego konstrukcja została naruszona podczas wybuchu gazu.  
Od 1997 r. zgodnie z Decyzją dowódcy Marynarki Wojennej minerski patrol rozminowania rozpoczął kompleksowe oczyszczanie Półwyspu Helskiego. Oczyszczanie to zostało zakończone w 2000. W wyniku rozminowania usunięto ponad 53 tysiące różnego rodzaju niewybuchów. 
W 1999 r. wspólnie z Grupą Płetwonurków Minerów 13 Dywizjonu Trałowców, batalion uczestniczył w oczyszczaniu poligonu morskiego P-2. Kadra i marynarze jednostki wyburzyli dwa budynki na terenie byłej elektrociepłowni dla potrzeb Filharmonii Bałtyckiej w Gdańsku.
Wybudowali też dwa pomosty spacerowe w Ośrodku Prezydenckim w Helu i molo dla Harcerskiego Ośrodka Wodnego w Pucku.
W następnych latach uczestniczy w demontażu i budowie nowego mola spacerowego w Juracie, pracach wyburzeniowych nabrzeża portowego KPW Hel.
Współpraca z władzami samorządowymi zaowocowała powstaniem Społecznego Komitetu Fundacyjnego Sztandaru dla 43 Batalionu Saperów, który 22.04.2003 r. został przekazany na ręce dowódcy batalionu. 
Od 2005 r. rozpoczął się proces przeniesienia jednostki do Rozewia. Przebazowanie batalionu do nowego miejsca stacjonowania nastąpiło w grudniu 2006 r.

## Dowódcy batalionu
- kmdr ppor. Piotr Mucha (1969 – 30.VI.1970) poprzednio dowodził 115 ken
- kmdr dypl. Edwin Jóskowiak (30.VI.1970 – 11.II.1981)
- kmdr dr inż. Jerzy Parzewski (11.II.1981 – 30.VI.1981)
- kmdr January Kuc (30.VI.1981 – 1988)
- kmdr ppor. Grzegorz Wróbel (1988 – 1990)
- kmdr por. dypl. Lech Wyszyński (1990 – 1993)
- kmdr ppor. Roman Bluj (1993 – V.2000)
- kmdr ppor. dypl. Jacek Gabriel (V.2000 – 2004)
- kmdr por. mgr inż. Jarosław Pisera (2004 – 26.I.2007)
- kmdr por. mgr inż. Kazimierz Babiński (26.I.2007 – 13.X.2014)
- kmdr por. Mariusz Kuchta (13.X.2014 – 15.I.2018)
- kmdr por. Sebastian Sochoń (od 15.I.2018)